# Джамия
Джамията (от арабски: مَسْجِد) е молитвен дом, в който мюсюлманите се събират и извършват обща молитва. За разлика от християнските църкви, джамията не е храм и не притежава статут на свято място, с изключение на Масджид ал-Харам в Мека, в чийто двор се намира древният езически храм Кааба.
Думата за джамия в повечето съвременни европейски езици (mosque, moschee, mosquée, moschea) произхожда от испанската дума за джамия mezquita, която от своя страна е съществителното масджийд от арабския глагол саджада – „да се простреш в молитва“, т.е. със значение „място за извършване на молитвата“. На български, както и на останалите балкански езици, думата за мюсюлманския молитвен дом е заемка, през турски cami, от арабското جمع (jámaʕa), което значи „събиране“ или „място за сбор на хората“.
След 7 век обикновено се строи във формата на четириъгълник, с външен двор, и включва 1 – 2 минарета (кула, от която мюезинът с напев призовава мюсюлманите за молитва). Единствената джамия с цели 6 минарета в света е така наречената Синя джамия в Истанбул.
Стената, обърната към Мека, се нарича кибла и се отбелязва с празна ниша, михраб. Обикновено е украсена с инкрустации, мозайки, резба върху камък и дърво.
Характерни за османската джамия са кръглите медальони с имената на Аллах, пророка Мохамед, праведните халифи или с цитати от Корана, изписани калиграфски. Най-често те украсяват барабана на джамията, подкуполното пространство, михраба и вратата. Кръглите композиции с Аллах и Мохамед в повечето случаи са поставени над самия михраб, което засилва усещането за оформянето на своеобразен „иконостас“.
В повечето джамии допускат само мюсюлмани. Височината на минаретата, съгласно канона, е 63 m – точно толкова години (63) живял пророкът Мохамед.

## Джамиите в ислямските текстове
Най-често думата „джамия“ се използва в Корана заедно със светилището Кааба в Мека. В Корана тази дума се използва за назоваване на местата за богослужение и на християните и юдеите. Със същото универсално наименование на всички видове храмове се използва и в хадисите.

## История
Огромните входове и високите кули или минарета отдавна са били и продължават да бъдат свързвани с джамиите. Обаче първите три джамии са били много опростени открити пространства. Джамиите са еволюирали значително много през последните 1000 години, докато придобият днешните си отличителни черти и докато се интегрират с различните култури по света.
- Баня баши джамия в София
- Свещената джамия в Мека, в центъра се намира Кааба
- Джамията на Пророка в Медина, нощен изглед
- Синята джамия в Истанбул
- Файсал джамия в Исламабад, най-голямата в Пакистан
- Минаре и джамия, източник ДАА-Видин